# Tony Shalhoub
Anthony Marcus "Tony" Shalhoub (Green Bay, Wisconsin, 1953. október 9. –) Golden Globe-, Tony- és többszörös Primetime Emmy-díjas amerikai színész, filmrendező és filmproducer.
Leginkább a Monk – A flúgos nyomozó különc címszereplőjeként ismert. Alakításával egy Golden Globe-, hat Screen Actors Guild- és négy Primetime Emmy-díjat nyert. Fontosabb televíziós szerepe volt még az 1990-es években futó Wings című szituációs komédiában, valamint A káprázatos Mrs. Maisel (2017–2023) című vígjáték-drámasorozatban. A színpadi színészként is aktív és elismert Shalboub négy jelölésből egy Tony-díjat tudhat magáénak.
Filmes szereplései közé tartozik a Viszem a bankot (1990), a Hollywoodi lidércnyomás (1991), az Olasz módra (1996), a Men in Black – Sötét zsaruk (1997), a Paulie (1998), a Szükségállapot (1998), a Galaxy Quest – Galaktitkos küldetés (1999), a 13 kísértet (2001), Az ember, aki ott se volt (2001), a Kémkölykök (2001) és az 1408 (2007).
Szinkronszínészként hangját kölcsönözte a Verdák-trilógiában (2006–2017) és a kapcsolódó videójátékokban, továbbá a Tini nindzsa teknőcök (2014) és a Tini Nindzsa Teknőcök: Elő az árnyékból! (2017) című animációs filmekben.

## Élete és pályafutása
Tony Shalhoub a Wisconsin állambeli Green Bayben született Joe Shalhoub és Helen Seroogy emigráns libanoni maronita keresztény származású szülők tíz gyermeke között másodikként. Már gyermekkorában fény derült színészi vénájára, amikor nővére rávette, hogy egy iskolai előadáson nyúlfarknyi szerepben fellépjen. Színészi diplomáját a Yale School of Dramán szerezte, majd négy évig volt az American Repertory Theatre tagja Massachusettsben.
Első filmszerepét 1987-ben, az Egyedül a neondzsungelben című filmben kapta. Drámai színészként és komikusként egyaránt megállja a helyét a filmvásznon. A Galaxy Quest – Galaktitkos küldetés című sci-fi vígjátékban, illetve a Kémkölykökben láthatta őt a közönség.
A Big Night című független produkcióban nyújtott alakítását az Amerikai Filmkritikusok Szövetsége a legjobb mellékszereplő díjával jutalmazta. 2003-ban Golden Globe-díjjal honorálták alakítását a Monk – A flúgos nyomozó c. sorozatban, ahol Mr. Monkot, a tisztaságmániás és kissé flúgos nyomozót játssza. Magyar hangja általában Háda János.

## Filmográfia

### Film
| Év   | Magyar cím                                        | Eredeti cím                                      | Szerep                      | Magyar hang      |
| ---- | ------------------------------------------------- | ------------------------------------------------ | --------------------------- | ---------------- |
| 1986 | Féltékenység                                      | Heartburn                                        | utas a repülőgépen          |                  |
| 1989 | Hosszútávú kapcsolat                              | Longtime Companion                               | Paul orvosa                 |                  |
| 1990 | Viszem a bankot                                   | Quick Change                                     | taxisofőr                   | Jakab Csaba      |
| 1991 | Hollywoodi lidércnyomás                           | Barton Fink                                      | Ben Geisler                 | Reviczky Gábor   |
| 1991 | Hollywoodi lidércnyomás                           | Barton Fink                                      | Ben Geisler                 | Oberfrank Pál    |
| 1991 | Hollywoodi lidércnyomás                           | Barton Fink                                      | Ben Geisler                 | Juhász György    |
| 1992 | Első állomás: Las Vegas (Nászút Vegasba)          | Honeymoon in Vegas                               | Buddy Walker                | Széles Tamás     |
| 1992 | Első állomás: Las Vegas (Nászút Vegasba)          | Honeymoon in Vegas                               | Buddy Walker                | F. Nagy Zoltán   |
| 1993 | Addams Family 2. – Egy kicsivel galádabb a család | Addams Family Values                             | Jorge                       |                  |
| 1993 | A bajnok – Bobby Fischer nyomában                 | Searching for Bobby Fischer                      | sakk klub tagja             |                  |
| 1994 | I. Q. – A szerelem relatív                        | I.Q.                                             | Bob Rosetti                 | Jakab Csaba      |
| 1996 | Olasz módra                                       | Big Night                                        | Primo                       | Rosta Sándor     |
| 1997 | Az élet sója                                      | A Life Less Ordinary                             | Al                          | Varga Tamás      |
| 1997 | Gattaca                                           | Gattaca                                          | German                      | Jakab Csaba      |
| 1997 | Men in Black – Sötét zsaruk                       | Men in Black                                     | Jack Jeebs                  | Galkó Balázs     |
| 1998 | Zavaros vizeken                                   | A Civil Action                                   | Kevin Conway                | Balázsi Gyula    |
| 1998 | Szükségállapot                                    | The Siege                                        | Frank Haddad ügynök         | Böröndi Tamás    |
| 1998 | Hajó, ha nem jó                                   | The Impostors                                    | Voltri elsőtiszt            | Forgács Gábor    |
| 1998 | Paulie                                            | Paulie                                           | Misha Belenkoff             | Sörös Sándor     |
| 1998 | A nemzet színe-java                               | Primary Colors                                   | Eddie Reyes                 |                  |
| 1999 | Galaxy Quest – Galaktitkos küldetés               | Galaxy Quest                                     | Fred Kwan                   | Incze József     |
| 1999 | Jelbeszéd                                         | The Tic Code                                     | Phil                        |                  |
| 2001 | 13 kísértet                                       | Thirteen Ghosts                                  | Arthur Kriticos             | Székhelyi József |
| 2001 | Az ember, aki ott se volt                         | The Man Who Wasn't There                         | Freddy Riedenschneider      | Kárpáti Tibor    |
| 2001 | Kémkölykök                                        | Spy Kids                                         | Mr. Alexander "Alex" Minion | Cs. Németh Lajos |
| 2002 | Élet vagy valami hasonló                          | Life or Something Like It                        | Jack a próféta              | Imre István      |
| 2002 | A szépség titka                                   | Made-Up                                          | Max Hires                   |                  |
| 2002 | Imposztor                                         | Impostor                                         | Nelson Gittes               | Forgács Gábor    |
| 2002 | Men in Black – Sötét zsaruk 2.                    | Men in Black II                                  | Jack Jeebs                  | Galkó Balázs     |
| 2002 | Kémkölykök 2. – Az elveszett álmok szigete        | Spy Kids 2: The Island of Lost Dreams            | Mr. Alexander "Alex" Minion | Cs. Németh Lajos |
| 2003 | Kémkölykök 3-D – Game Over                        | Spy Kids 3-D: Game Over                          | Mr. Alexander "Alex" Minion | Cs. Németh Lajos |
| 2003 |                                                   | Party Animals (rövidfilm)                        | híres apuka                 |                  |
| 2003 |                                                   | T for Terrorist (rövidfilm)                      | fehér öltönyös férfi        |                  |
| 2003 |                                                   | Something More (rövidfilm)                       | Mr. Avery                   |                  |
| 2004 | Az utolsó jelenet                                 | The Last Shot                                    | Tommy Sanz                  | Reviczky Gábor   |
| 2004 | Sarokba szorítva                                  | Against the Ropes                                | Sam LaRocca                 | Tarján Péter     |
| 2005 |                                                   | The Naked Brothers Band: The Movie               | önmaga                      |                  |
| 2005 | New York arcai                                    | The Great New Wonderful                          | Dr. Trabulous               |                  |
| 2006 | Verdák                                            | Cars                                             | Luigi (hangja)              | Jáksó László     |
| 2007 |                                                   | Careless                                         | Mr. Roth                    |                  |
| 2007 |                                                   | AmericanEast                                     | Sam                         |                  |
| 2007 | 1408                                              | 1408                                             | Sam Farrell                 | Háda János       |
| 2008 |                                                   | L.A. Actors (rövidfilm)                          | csavargó                    |                  |
| 2009 |                                                   | Feed the Fish                                    | Anderson seriff             |                  |
| 2010 | Honnan tudod?                                     | How Do You Know                                  | pszichiáter                 |                  |
| 2011 | Verdák 2.                                         | Cars 2                                           | Luigi (hangja)              | Jáksó László     |
| 2013 | Movie 43: Botrányfilm                             | Movie 43                                         | George (törölt jelenet)     |                  |
| 2013 | Pain & Gain                                       | Pain & Gain                                      | Victor Kershaw              | Háda János       |
| 2014 | Tini nindzsa teknőcök                             | Teenage Mutant Ninja Turtles                     | Szecska mester (hangja)     | Háda János       |
| 2016 | Tini Nindzsa Teknőcök: Elő az árnyékból!          | Teenage Mutant Ninja Turtles: Out of the Shadows | Szecska mester (hangja)     | Háda János       |
| 2016 |                                                   | Custody                                          | Jason Schulman              |                  |
| 2016 | Mindenáron gyilkos                                | The Assignment                                   | Dr. Ralph Galen             | Háda János       |
| 2017 |                                                   | Breakable You                                    | Adam Weller                 |                  |
| 2017 |                                                   | Final Portrait                                   | Diego Giacometti            |                  |
| 2017 | Verdák 3.                                         | Cars 3                                           | Luigi (hangja)              | Jáksó László     |
| 2018 |                                                   | Rosy                                             | Dr. Godin                   |                  |
| 2021 | Szörnyviadal                                      | Rumble                                           | Fred (hangja)               |                  |
| 2022 | Linóleum                                          | Linoleum                                         | Dr. Alvin                   | Háda János       |
| 2023 | Flamin' Hot: Egy pikáns sikertörténet             | Flamin' Hot                                      | Roger Enrico                |                  |

### Televízió
| Év        | Magyar cím                         | Eredeti cím                                        | Szerep                 | Megjegyzések                                            |
| --------- | ---------------------------------- | -------------------------------------------------- | ---------------------- | ------------------------------------------------------- |
| 1986      |                                    | The Equalizer                                      | terrorista             | 1 epizód                                                |
| 1987      |                                    | Spenser: For Hire                                  | Dr. Hambrecht          | 1 epizód                                                |
| 1988      | Egyedül a neondzsungelben          | Alone in the Neon Jungle                           | Nahid                  | tévéfilm                                                |
| 1989      |                                    | Money, Power, Murder                               | Seth Parker            | tévéfilm                                                |
| 1989      | A nap                              | Day One                                            | Enrico Fermi           | tévéfilm                                                |
| 1991      |                                    | Monsters                                           | Mancini                | 1 epizód                                                |
| 1991–1997 |                                    | Wings                                              | Antonio Scarpacci      | 144 epizód                                              |
| 1992      | A dinoszauruszok                   | Dinosaurs                                          | Jerry (hangja)         | 1 epizód                                                |
| 1993      |                                    | Gypsy                                              | Jocko bácsi            | tévéfilm                                                |
| 1995      |                                    | Gargoyles                                          | The Emir (hangja)      | 1 epizód                                                |
| 1995      | X-akták                            | The X-Files                                        | Dr. Chester Ray Banton | 1 epizód (Szórt fény)                                   |
| 1996      | Lököttek háza                      | Radiant City                                       | narrátor               | tévéfilm                                                |
| 1996      | Frasier – A dumagép                | Frasier                                            | Manu Habib             | 1 epizód                                                |
| 1996      |                                    | Almost Perfect                                     | Alex Thorpe            | 1 epizód                                                |
| 1999      | A bajnokok                         | That Championship Season                           | George Sitkowski       | tévéfilm                                                |
| 1999      | Ally McBeal                        | Ally McBeal                                        | Albert Shepley         | 1 epizód                                                |
| 1999–2000 |                                    | Stark Raving Mad                                   | Ian Stark              | 22 epizód                                               |
| 2000      |                                    | MADtv                                              | taxisofőr / önmaga     | 2 epizód                                                |
| 2001      |                                    | The Heart Department                               | Dr. Joseph Nassar      | tévéfilm                                                |
| 2002–2009 | Monk – A flúgos nyomozó            | Monk                                               | Adrian Monk            | - főszereplő (125 epizód) - magyar hangja: - Háda János |
| 2011      | Válság a Wall Streeten             | Too Big to Fail                                    | John Mack              | - tévéfilm - magyar hangja: - Harsányi Gábor            |
| 2011      | Küzdelem a rákkal                  | Five                                               | Mitch Taylor           | tévéfilm                                                |
| 2012      | Hemingway és Gellhorn              | Hemingway & Gellhorn                               | Koltsov                | - tévéfilm - magyar hangja: - Harsányi Gábor            |
| 2013      |                                    | We Are Men                                         | Frank Russo            | 7 epizód                                                |
| 2015      | Jackie nővér                       | Nurse Jackie                                       | Dr. Bernard Prince     | 8 epizód                                                |
| 2016      | Feketelista                        | The Blacklist                                      | Alistair Pitt          | 1 epizód                                                |
| 2016      |                                    | BrainDead                                          | Red Wheatus            | főszereplő (13 epizód)                                  |
| 2017      | Mickey és az autóversenyzők        | Mickey and the Roadster Racers                     | Luigi (hangja)         | 1 epizód                                                |
| 2017–2023 | A káprázatos Mrs. Maisel           | The Marvelous Mrs. Maisel                          | Abe Weissman           | főszereplő                                              |
| 2019-2020 | Elena, Avalor hercegnője           | Elena of Avalor                                    | Zopilote (hangja)      | 6 epizód                                                |
| 2020      |                                    | The At-Home Variety Show featuring Seth MacFarlane | Adrian Monk            | 1 epizód                                                |
| 2020-2022 | Central Park                       | Central Park                                       | Marvin (hangja)        | 7 epizód                                                |
| 2022      | Verdák az utakon                   | Cars on the Road                                   | Luigi (hangja)         | 1 epizód                                                |
| 2023      | Veszélyes szerelem                 | The Company You Keep                               | Frankie Musso          | 2 epizód                                                |
| 2023      | Mr. Monk utolsó esete: A Monk-film | Mr. Monk's Last Case: A Monk Movie                 | Adrian Monk            | tévéfilm                                                |

### Videójátékok
| Év   | Cím                                       | Szerep           |
| ---- | ----------------------------------------- | ---------------- |
| 1997 | Fallout: A Post-Nuclear Role-Playing Game | Aradesh (hangja) |
| 2006 | Cars                                      | Luigi (hangja)   |
| 2007 | Cars Mater-National Championship          | Luigi (hangja)   |
| 2009 | Cars Race-O-Rama                          | Luigi (hangja)   |
| 2011 | Cars 2                                    | Luigi (hangja)   |

## Fontosabb díjak és jelölések

### Színház
| Év   | Díj            | Kategória                                 | Jelölt mű                    | Eredmény |
| ---- | -------------- | ----------------------------------------- | ---------------------------- | -------- |
| 1992 | Tony-díj       | legjobb férfi mellékszereplő színdarabban | Conversations with My Father | Jelölve  |
| 2013 | Tony-díj       | legjobb férfi mellékszereplő színdarabban | Golden Boy                   | Jelölve  |
| 2013 | Drama Desk-díj | legjobb férfi mellékszereplő színdarabban | Golden Boy                   | Jelölve  |
| 2014 | Tony-díj       | legjobb férfi főszereplő színdarabban     | Act One                      | Jelölve  |
| 2018 | Tony-díj       | legjobb férfi főszereplő musicalben       | The Band's Visit             | Elnyerte |

## Fordítás
- Ez a szócikk részben vagy egészben  a   Tony Shalhoub című angol Wikipédia-szócikk ezen változatának fordításán alapul.  Az eredeti cikk szerkesztőit annak laptörténete sorolja fel. Ez a jelzés csupán a megfogalmazás eredetét és a szerzői jogokat jelzi, nem szolgál a cikkben szereplő információk forrásmegjelöléseként.